# Storia di Bolzano

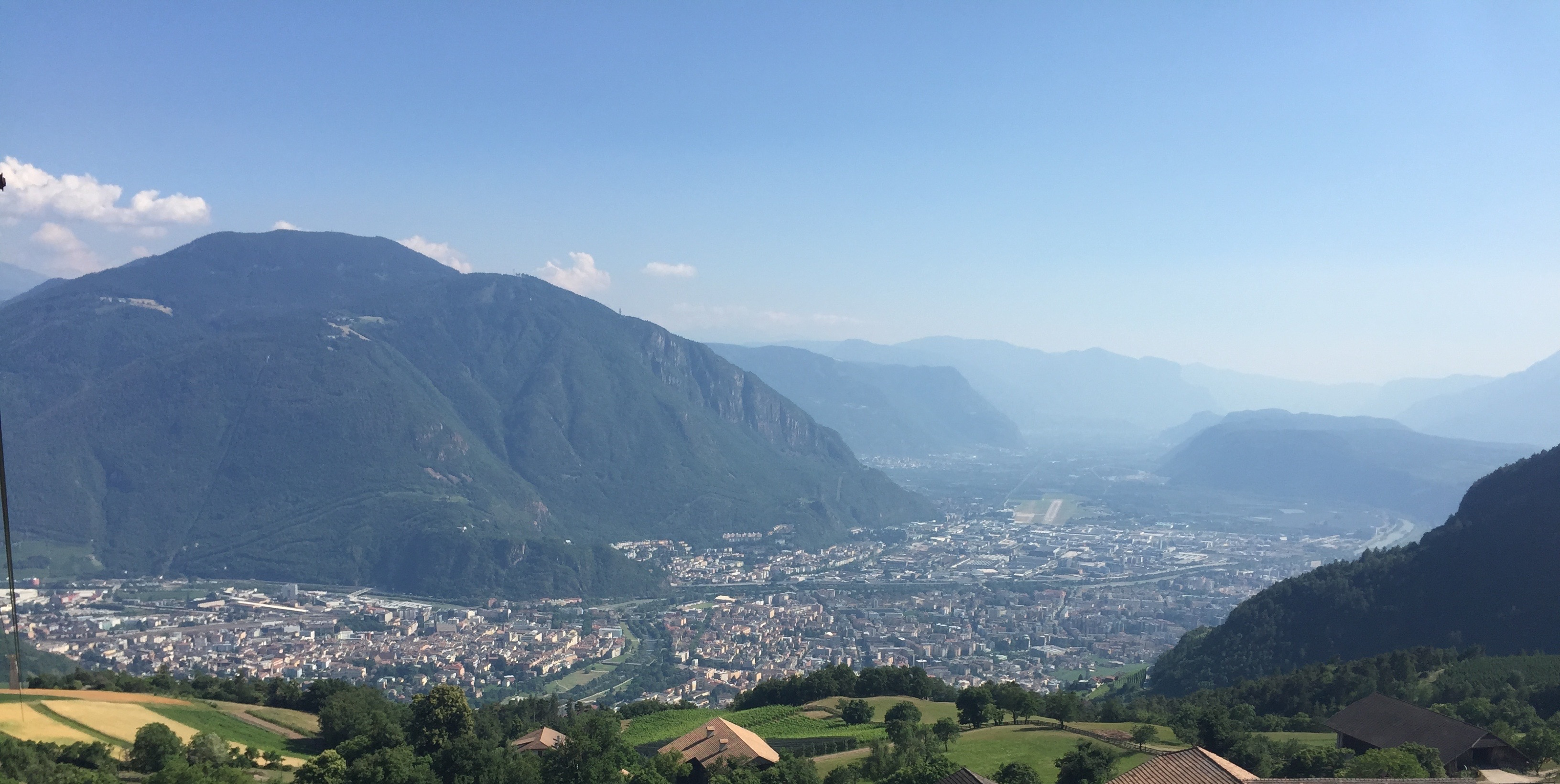
Vista panoramica di Bolzano, vista dal settentrione verso la val d'Adige

Lo stemma di Bolzano

La storia di Bolzano, capoluogo dell'omonima provincia, comprende un periodo che spazia dalla preistoria sino agli evenimenti contemporanei. Essa si contraddistingue, essendo la zona di Bolzano inserita in un contesto pluriculturale e transnazionale, soprattutto riguardo ai rapporti e agli scambi secolari tra le grandi aree germanofone e romanze, per la molteplicità e la complessità dei suoi riferimenti politici, sociali e storici ed è inserita nella più generale storia delle Alpi.

## Geografia e preistoria
In questo periodo la conca bolzanina era una pianura malsana e paludosa, ma reperti archeologici risalenti al periodo preistorico fanno ritenere che le pendici dei monti attorno a essa fossero comunque già abitate. Infatti presso la zona di S. Maurizio (Moritzing), a est della città, si scoprì un'antica necropoli risalente al primo millennio a.C., con annesso villaggio retico. In questa zona doveva essere molto sviluppata la lavorazione dei metalli, poiché si rinvennero un centinaio di anelli di bronzo e una situla. Importante è stata la scoperta del 1999, nel cuore della città, con l'abbattimento di un'ala del vecchio ospedale (oggi sito della Libera Università di Bolzano), di materiale risalente al V-IV millennio a.C., all'età del Rame, del Bronzo, del Ferro e anche dell'età romana, che costituisce una continuità abitativa millenaria e che rappresenta il luogo antropizzato più antico di tutta la conca di Bolzano.

## Età antica
Nel 15 a.C. il generale Druso nel conquistare le Alpi fondò un accampamento militare noto con il nome di pons Drusi ("ponte di Druso"), documentato sulla Tabula Peutingeriana del IV secolo d.C.; si ritiene che esso potesse collocarsi nell'attuale area bolzanina. Dopo le varie ipotesi che lo collocavano sotto l'attuale Castel Firmiano o nei pressi di Rencio, nuove ipotesi più accreditate sono quelle che pongono la statio romana nel centro storico della città. Nel 1948, con i lavori di ricostruzione del duomo bombardato, si rinvenne il perimetro di una basilica paleocristiana risalente al IV-V secolo d.C., grande e rettangolare, con un banco presbiteriale, nel quale sedevano i vescovi. Inoltre si scoprì la lastra di Secundus Regontius, la quale fa supporre l'esistenza di un sepolcreto. Altre evidenze archeologiche emersero:
- con gli scavi effettuati nel convento dei Cappuccini, in cui si rinvennero muri di epoca romana forse riferibili a un edificio della statio;
- con lo scavo del 1984 in piazza Walther (Waltherplatz) per la realizzazione di un parcheggio sotterraneo, in cui si scoprirono monete e frammenti di tegoloni romani e del primo Medioevo;
- vicino alla chiesa dei Domenicani, in cui si scoprirono monete e frammenti di tegolone romano e del primo Medioevo;
- nell'attuale sede dell'Università, dove furono scoperti resti di un focolare e di una casa.

Nel quartiere di Gries emersero negli anni ottanta evidenze archeologiche molto importanti: infatti nel vicolo della Fossa (Winklergasse) fu scoperta una villa degli inizi del I secolo d.C. con annesso un altro edificio abitativo, più modesto. La villa, originariamente, era decorata da mosaici, rivestita di marmo e aveva pitture parietali, cosa dedotta dalla presenza di numerosi ritrovamenti di tessere musive. Inoltre furono scoperte tre lucernette bollate, anelli, macine, attrezzi da lavoro, utensili e, molto importante, una gemma in corniola raffigurante Ercole con alcune lettere incise. Poco lontano, in vicolo del Bersaglio (Schießstandweg), negli anni sessanta si rinvenne una statuetta acefala di Diana, in marmo bianco di Lasa, risalente al II secolo d.C. Sotto l'attuale chiesa parrocchiale di Gries, si scoprirono i muri di un edificio pagano, di cui però non si sa la funzione. Al Castello di Treuenstein, ovvero la torre Druso (Gscheibter Turm), si rinvennero capitelli e monete di epoca romana, anche se il castello è solo del primo XIII secolo e il suo presunto nome romano da ritenersi una mistificazione seicentesca solamente riutilizzata con il fascismo italiano. A Oltrisarco si rinvenne un muro medievale usato come argine, mentre ad Aslago (orig. Haslach) si rinvenne un peso da telaio risalente al 350 d.C. A Castel Firmiano (Schloss Sigmundskron) oltre a muri, monete e resti di anfore dell'epoca romana si rinvenne una piccola statua di Mercurio di bronzo.

## Età medievale

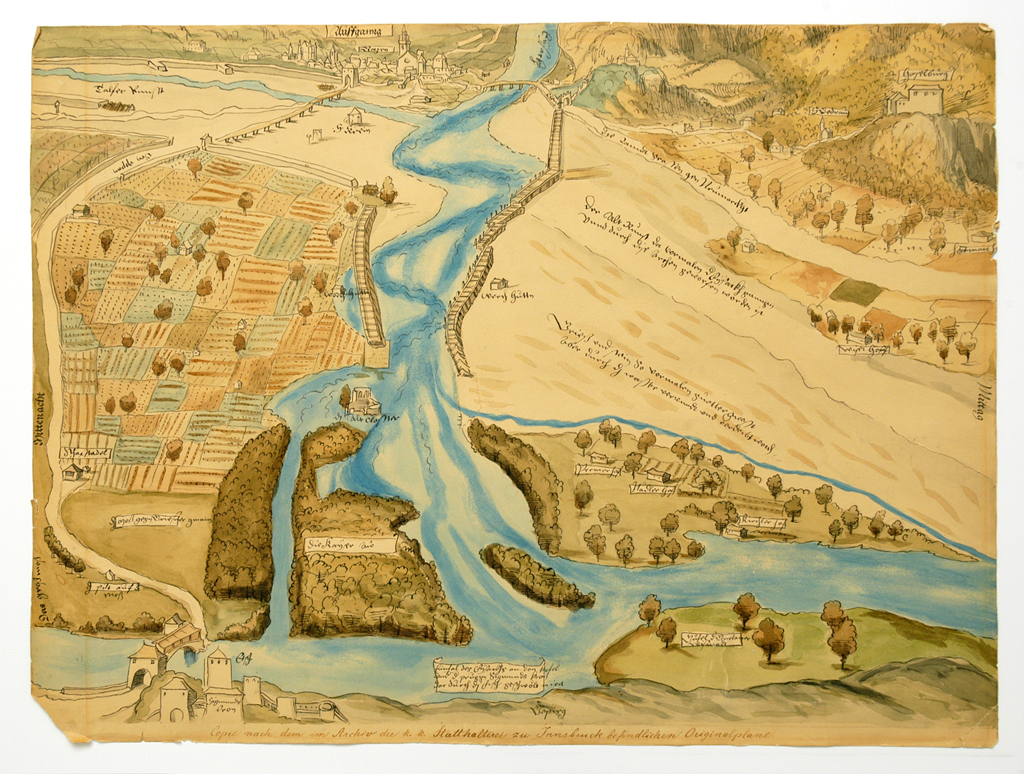
La prima veduta autoptica di Bolzano, eseguita nel 1541 dall'allora borgomastro Leonhard Hörtmair per documentare i danni alluvionali causati dall'Isarco

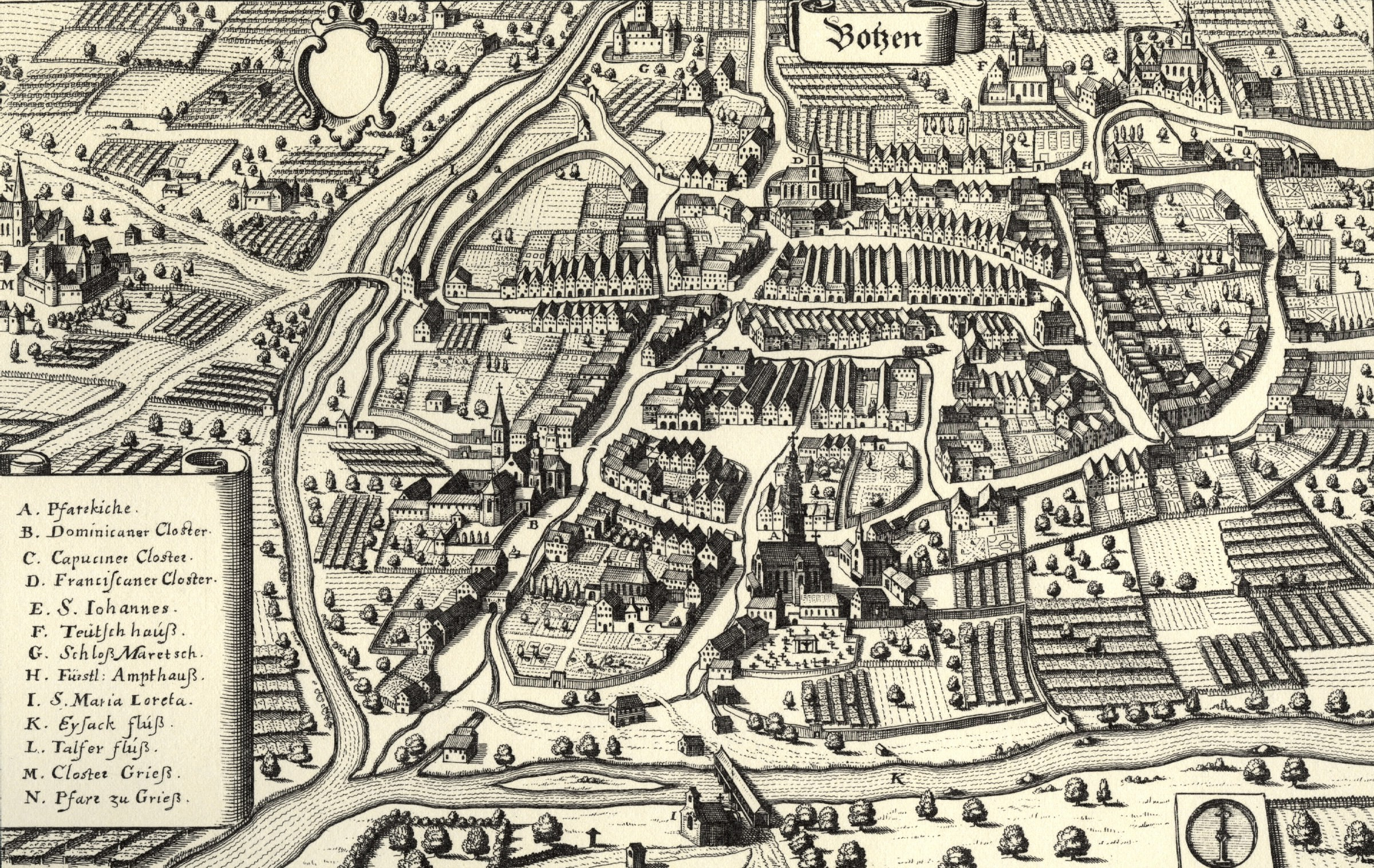
La Bolzano tardomedievale e di prima età moderna: Incisione di Matthäus Merian del 1649

Nel corso del V secolo la comunque esigua popolazione della conca bolzanina si rifugiò in luoghi più sicuri, per sottrarsi alle scorrerie dei diversi popoli barbarici che incominciavano a invadere l'arco alpino e a sostituirsi agli strati autoctoni, creando nuovi processi di acculturazione. Un luogo strategico e protetto era quello posto sul Virgolo (Virgl). Infatti si sono rinvenuti resti di una fortificazione altomedievale e di un altro edificio, quest'ultimo sotto la pavimentazione della chiesa di S. Vigilio. Altri rinvenimenti sono stati effettuati nella zona del convento dei Cappuccini (Kapuzinerkloster), dove si è riscontrata l'esistenza di un edificio altomedievale, probabilmente del vescovo di Augusta, con reperti mobili (una fibula zoomorfa del VI-VII secolo d.C., monete) e nella zona di piazza Walther (Waltherplatz), dove sono affiorate due case altomedievali con fibule tardoantiche, monete e resti di vasi.
La conca di Bolzano fu oggetto di contesa tra i longobardi e i bavari, in particolare viene menzionata per la prima volta dallo storiografo longobardo Paolo Diacono, il quale riporta che nel 679 il duca longobardo di Trento Alachis prese il Castrum Bauzanum, probabilmente occupato durante il periodo d'anarchia, sconfiggendo il comandante bavaro che lo aveva retto fino a quel momento con la compiacenza di Pertarito, re longobardo della dinastia bavarese degli Agilolfingi. Nel 769 il territorio di Bolzano, in qualità di dote della figlia del re longobardo Desiderio, viene ceduto al duca dei Bavari Tassilone III, del quale è documentato il soggiorno a Bauzonum, rediente de Italia ("di ritorno dall'Italia", ovvero già in territorio bavaro), in occasione della fondazione del monastero di San Candido.
Nel 788 Carlo Magno annette il ducato dei Bavari al Regno franco, e sul territorio ceduto dai longobardi ai bavari viene creata la contea di Bolzano, la quale è riassegnata alla marca di Trento, facente parte del medievale "Regnum Italiae", che sostituisce il precedente ducato longobardo. Così Castel Firmiano (Schloss Sigmundskron), menzionato la prima volta nel 945, diventa un centro della giustizia trentina. In questa fase, nell'area dell'attuale duomo venne costruita una chiesa carolingia di cui, oltre i muri, si rinvennero resti di pitture di quel periodo. Verso l'anno 1000, Bolzano era governata dai conti Morit-Greifenstein, un ramo della famiglia bavarese degli Andechs-Dießen, che si estinse con Arnold III e Mathilde von Valley, la fondatrice del monastero agostiniano S. Maria in Au, verso la fine del XII secolo perché privo di eredi.
Attorno al 1004, la marca di Trento, viene trasformata in principato vescovile di Trento, dall'imperatore Enrico II, e la assegna al vescovo Ulderico, quale ricompensa per l'aiuto fornitogli nella lotta per la successione al regno d'Italia, contro il marchese Arduino d'Ivrea. In seguito il principato vescovile di Trento è ampliato, con donazione di Corrado II il Salico. Il principato di Trento sarà costituito dalle contee di Trento, Bolzano e Venosta (che includeva l'Engadina e giungeva sino a Merano), formalmente facenti parte del "Regnum Italiae", mentre Bressanone formerà un vescovato a parte, all'interno del "Regnum Teotonicorum".
I primi bolzanini, ancora di estrazione preurbana, i quali compaiono nei documenti, sono negli anni 1078/82 tali Brun, Walto e Dietmunt, agendo da scabini in cimiterio Pozane ecclesie, ovvero nel cimitero della chiesa di Bolzano. Più e più appare in questi secoli, attraverso i documenti, il carattere tedescofono della città e del suo circondario.
Nel tardo XII secolo, in piena età degli Hohenstaufen, nel territorio compreso tra l'Isarco e il Talvera, sorse il nucleo urbano di Bolzano a carattere spiccatamente mercantile, fondato dal vescovo tridentino. Questo era costituito da una via lunga all'incirca di 350 metri, in direzione est-ovest, la via Portici (Laubengasse, anticamente: Gewölbe), affiancata da case alte e con al piano terra il portico, in cui veniva esposta la merce riparata dal caldo, dal freddo e dalle precipitazioni. Tra le case, alte e strette, passavano dei vicoli tagliafuoco, ancora percorribili, per scongiurare incendi, anche se verso il Trecento ne avvenne uno che dimezzò la popolazione. Al centro sorgeva il castello vescovile, dove risiedevano i funzionari del vescovo di Trento, corrispondente all'attuale Waaghaus (Casa della pesa). L'attuale piazza del Grano (Kornplatz), chiamata così fin dal 1277, era anche sede della chiesa di S. Andrea, distrutta alla fine del Settecento e ricordata da un'iscrizione.
Nella piazza sono conservati resti di tubature medievali in pietra e un pezzo del muro che delimitava la piazza e la via. Nel vicolo della Pesa (Waaggasse) si scorgono i cardini dell'antico portone d'accesso per il cortile. La città era difesa da 5 torri, da 3 porte (Niedertor – "Porta inferiore", Obertor – "Porta superiore", e la Südtor) e da una cinta muraria, il tutto abbattuto nel 1277 con la conquista della città da parte del conte di Tirolo Mainardo II. La prima chiesa parrocchiale (l'attuale duomo), in stile romanico, fu costruita nel XII secolo e aveva solo due navate. Nel XIV e XV secolo, i mercanti bolzanini, diventati molto ricchi, decisero di costruire una nuova chiesa, molto più grande, per cui abbatterono la struttura romanica con l'eccezione della facciata; questa peraltro fu leggermente ingrandita. Bolzano all'epoca era sotto la diocesi di Trento, e solo nel 1963 fu creata la Diocesi di Bolzano-Bressanone; prima di allora Bressanone/Brixen era sede di una diocesi autonoma, con giurisdizione anche su territori dal 1918 rimasti a fare parte dell'Austria. Sul Virgolo (Virgl) esisteva un castello di proprietà del vescovo di Trento, chiamato Castel Weinegg (Schloss Weineck), menzionato per la prima volta nel 1170-1175 e distrutto da Mainardo II nel 1277. Sotto il promontorio del Virgolo vi era una chiesa di proprietà dell'ordine Teutonico, con annesso ospedale, costruita nel 1202, che, distrutta da una piena, fu ricostruita nel palazzo Weggenstein del centro storico poco dopo il 1400.
Anche a Gries si sviluppò un borgo. Era formato da una piazza principale, su cui era affacciato Castel Gries, ora inglobato nel monastero benedettino di Muri-Gries. Dell'antica costruzione si scorge il mastio, adibito a torre campanaria. Gries aveva (e ha) anche una sua chiesa parrocchiale, in stile gotico, costruita verso il 1165 (prima menzione) e di proprietà del vescovo di Frisinga. Più in basso, dove c'è l'attuale viale Venezia, sorgeva una chiesa circolare, dedicata a S. Quirino e proprietà del monastero bavarese di Tegernsee, inglobata in una casa a una profondità di svariati metri. Verso sud-ovest esisteva un monastero, costruito nel 1166 su concessione di Federico Barbarossa, distrutto nel 1406/1407 da una rovinosa piena.
La città di Bolzano di età barbarossiana venne costruita su un asse est-ovest in corrispondenza dell'area che va da piazza Erbe (Obstplatz) a piazza Municipio (Rathausplatz) secondo il cosiddetto "lotto gotico" (in verità tardo-romanico): case strette e lunghe con facciata sulla via porticata, profonde cantine, cortili aperti interni e locali magazzino per le merci. Coincide pertanto, in sostanza, con i portici. Aveva stretti vicoli perpendicolari alla via principale che sono ancora percorribili, possedeva una cinta di mura e torri che la circondava. Nella zona di piazza del Grano, con verosimile ingresso interno dal vicolo della Pesa, era situato il castello e palazzo vescovile e ancora la sezione di base di una sua imponente torre è visibile sulla pavimentazione della piazza, mentre una porzione di mura cittadine è stata collocata in una vicina area verde. La parrocchiale rimaneva esterna alla cerchia di mura. Un ponte sull'Isarco consentiva di raggiungere il promontorio del Virgolo e la via che collega il Brennero con il sud.
La collocazione dei territori dei due vescovadi, sulla linea di collegamento tra Germania e Italia, rivestiva un ruolo importante perché – a partire dalla seconda metà del X secolo – la corona imperiale era ritornata ai re di Germania, che dovevano essere incoronati a Roma, passando per la val d'Isarco e la val d'Adige e per Bolzano: era quindi fondamentale che i valichi alpini fossero sotto il controllo di vassalli fedeli e privi di interessi dinastici, caratteristiche che si ritrovavano nei vescovi di Trento e Sabiona-Bressanone: così il legame tra vescovi e re di Germania venne rafforzato ancor di più.

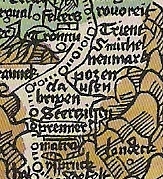
Mappa di Etzlaub del 1500 che mostra la rotta transalpina che passa per Bolzano (Pozen, al centro fra Innsbruck e Rovereto)

Presto passò anche il potere comitale dei vescovi a vantaggio di una nuova aristocrazia: dall'inizio del XIII secolo i vescovi furono spinti a cedere sempre più i loro poteri ad alcune famiglie nobiliari. Una di queste, i conti di Tirolo, ebbe un ruolo preminente, già nella prima metà del XIII secolo con Alberto III e poi nella seconda con Mainardo II: con una serie di abili manovre partendo dalla posizione di avvocati e in tale veste rappresentanti vescovili, i Tirolo sottrassero ai principi vescovi di Trento, Bressanone e Coira le loro prerogative di governo territoriale, ottenendo sostanzialmente la signoria di fatto sul territorio del Tirolo storico, che da essi ha assunto il nome.
Nell'ambito dell'inevitabile conflitto innescatosi quindi con il vescovo di Trento, Mainardo II nel 1276 conquistò Bolzano, distruggendone castello e palazzo vescovile e ordinando anche l'abbattimento delle mura, con i cui resti venne colmato il fossato che circondava la città, in corrispondenza degli attuali tracciati delle vie Argentieri (Silbergasse) a sud e Dr. Josef Streiter (ex Karrnergasse o Hintergasse) a nord. I proprietari degli edifici poterono quindi ampliarli fino a occupare lo spazio libero al limite delle antiche mura, affacciandosi sulle nuove strade così formate.
Nel frattempo, nel 1268, Bolzano era divenuta "città" (Stadt) e chiamata tale nel grande urbario territoriale tirolese di Mainardo II del 1288, come stat ze Potzen. La tendenza a espandersi proseguì, favorita anche dall'eliminazione delle mura, e si aggiunsero nuovi sobborghi oltre il nucleo originario dei Portici: nel XIV secolo Bolzano contava circa tremila abitanti. Da sempre era stata frequentata e abitata da mercanti di diversa origine, vi si svolgevano numerose fiere annuali e la posizione favorevole ai traffici attraeva anche famiglie di banchieri, come quella del fiorentino Boccione de' Rossi che, insediatasi stabilmente, mutò il proprio nome in Botsch.
L'ultima discendente della famiglia dei conti di Tirolo, Margherita detta Maultasch, nel 1363 con un atto rogato proprio a Bolzano, forse nel palazzo Niederhaus in via della Rena (Raingasse), cedette i diritti sulla contea del Tirolo agli Asburgo, che vi vantavano diritti ereditari, e da tale momento la città e l'intera regione del Tirolo storico avrebbero seguito sostanzialmente le vicende di tale casata fino alla caduta dell'Impero austro-ungarico.

## Dal XV secolo al 1918

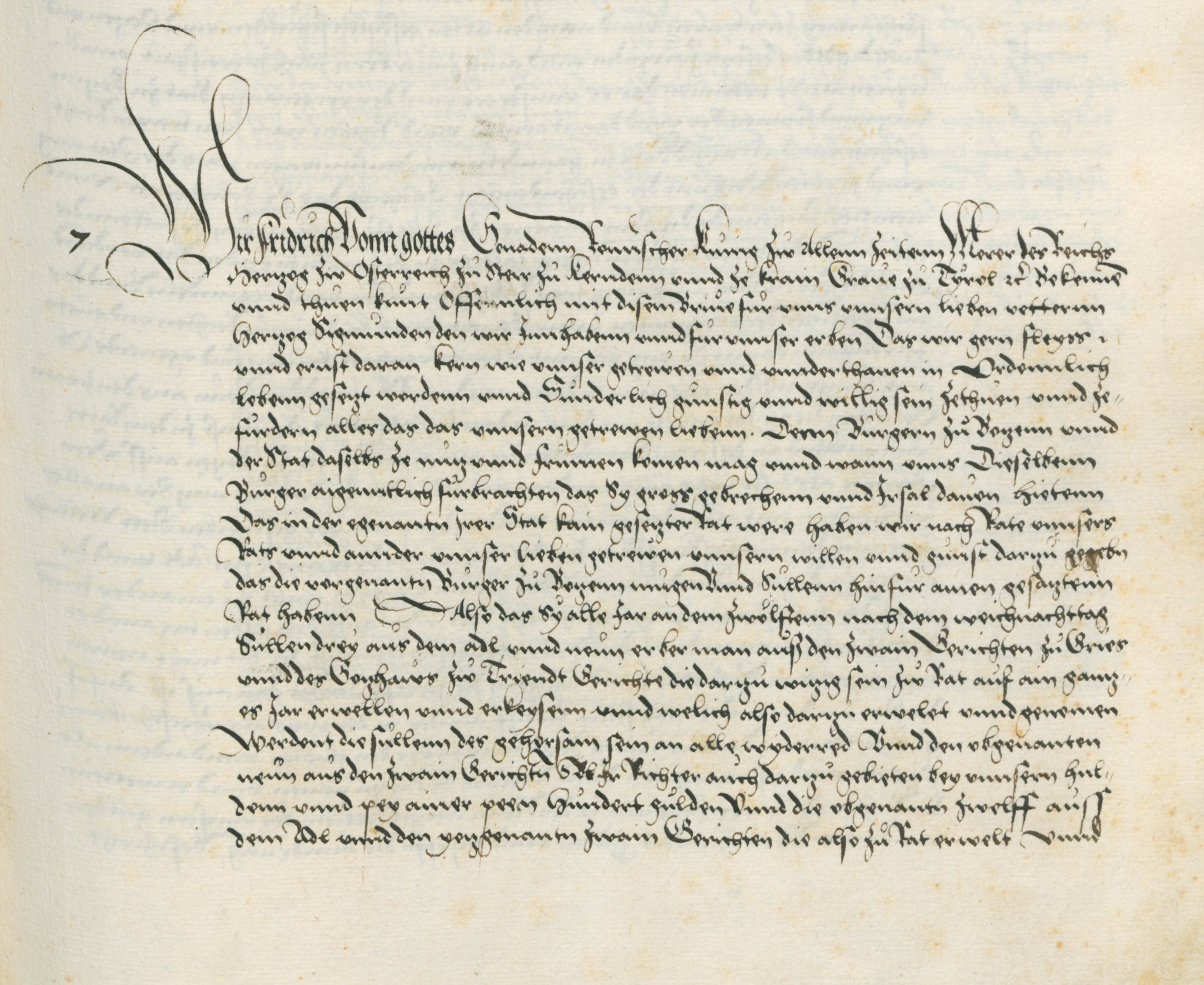
Inizio del privilegio concesso ai burger zu Boczenn il 7 aprile 1442 da parte di re Federico III, trascritto nel Bozner Stadtbuch agli inizi del Cinquecento

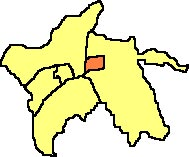
Confini della Città di Bolzano 1849-1910 (zona arancione)

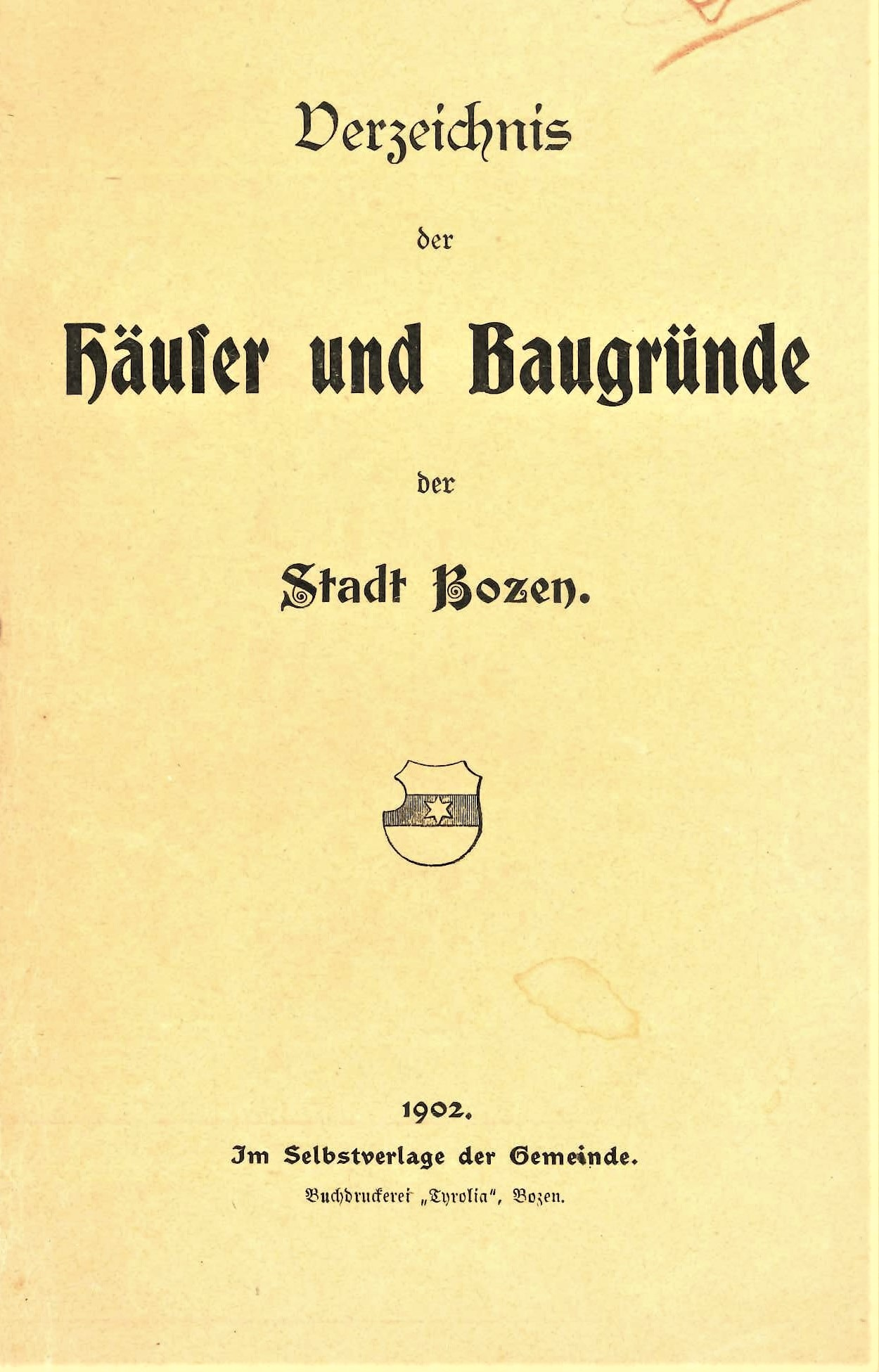
L'indirizzario ufficiale di Bolzano del 1902 (copertina)

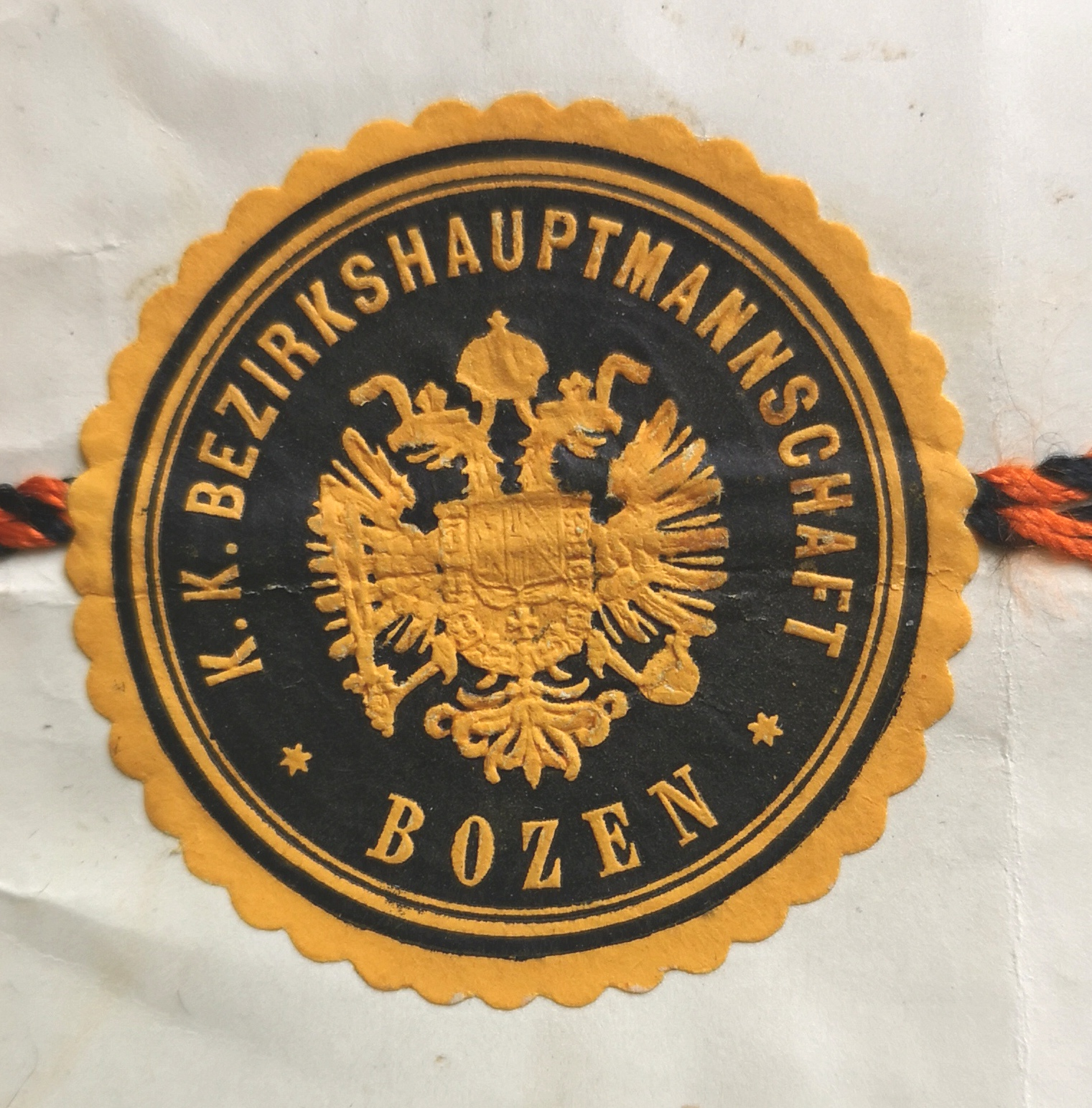
Sigillo cartaceo della Bezirkshauptmannschaft di Bolzano, ante 1918

Dal XIV al XVIII secolo la città di Bolzano conobbe diverse fasi di congiuntura, ma anche di stasi, secondo i ritmi economici mitteleuropei. È del 1437 la prima stesura degli statuti cittadini (lo Stadtrecht), e nel 1442 re Federico III ampliò con un privilegio il consiglio civico portandolo a 12 membri e aumentandone le prerogative. Negli anni 1453/60 fu redatto l'Urbario della Parrocchiale di Bolzano, oggi conservato a Strasburgo. Sin dal 1488 è attestata un'associazione cittadina del tiro a segno, con ampio archivio.
Negli anni 1504-1516, il bolzanino Hans Ried, funzionario doganale di Massimiliano I d'Asburgo e scrivano, redige a Bolzano su commissione del re asburgico l'Ambraser Heldenbuch, la più completa e imponente raccolta dell'epica tedesca medievale esistente, oggi conservata alla Biblioteca nazionale austriaca.

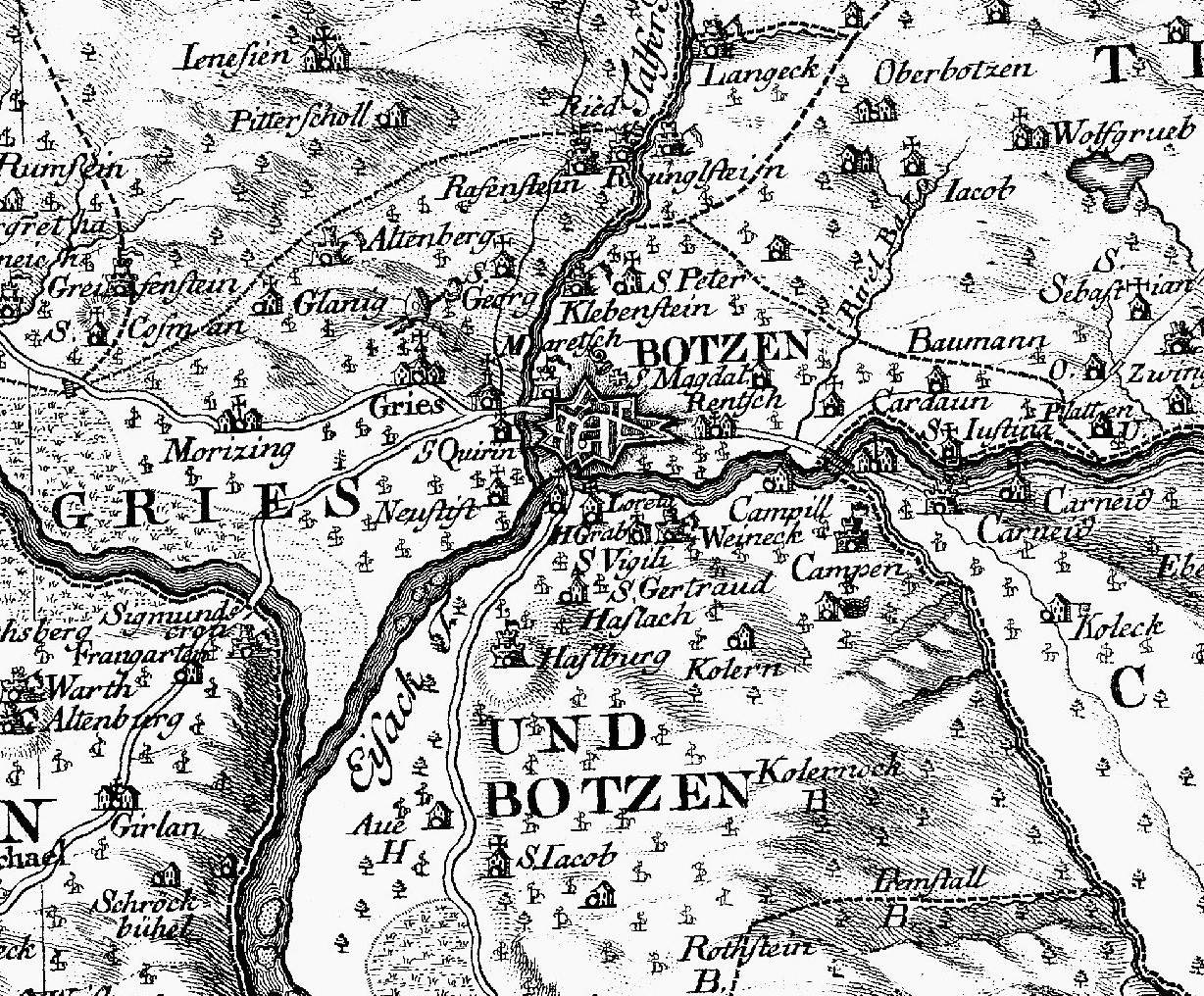
L'area di Bolzano e Gries risulta densamente antropizzata sull'Atlas Tyrolensis del 1774

Nel 1525 la città e l'intero Tirolo, furono contagiati dalla rivolta contadina, capeggiata da Michael Gaismair. A Bolzano si ebbero saccheggi seguiti da una forte repressione da parte del potere asburgico. Anche le varie forme di protestantesimo che si erano diffuse nella popolazione cittadina e regionale, vennero represse con forza, tant'è che gli Hutteriti emigrarono. Nel 1551 venne istituito un registro civico, il Bozner Bürgerbuch.
Un'importante spinta per l'economia locale fu il privilegio del 1635, emanato dall'arciduchessa del Tirolo, Claudia de' Medici, vedova di Leopoldo V d'Austria, grazie al quale fu istituito un Magistrato mercantile (Merkantilmagistrat) che regolava i contenziosi dei commercianti provenienti da mezza Europa e che annualmente si riunivano a Bolzano in occasione dei mercati. Il Magistrato mercantile espletava le sue funzioni sia in lingua tedesca sia in lingua italiana, divenendo così una vera istanza interculturale dell'età premoderna. Il XVIII secolo fu una fase di involuzione, causata anche dalle politiche mercantilistiche e protezionistiche delle maggiori potenze europee, che non favorirono le piazze di interscambio.
In seguito alla rivoluzione francese e alla Pace di Presburgo che seguì alla sconfitta dell'Austria, la città venne annessa dapprima, dal 1805 al 1809, alla Baviera e successivamente al Regno d'Italia tra il 1809 e il 1813. Nel 1809 i bolzanini parteciparono alla lotta armata, condotta da Andreas Hofer, contro le truppe francesi che avevano occupato il territorio.
Durante l'occupazione napoleonica Bolzano fu a capo di un distretto del dipartimento dell'Alto Adige (Haut-Adige od Ober-Etsch), il cui capoluogo era Trento. In questo periodo Bolzano venne privata dei suoi privilegi mercantili e, pur rimanendo un centro economico e commerciale, non ebbe più fiere fino al 1948, quando venne costituito l'Ente Fiera. Dopo la caduta di Napoleone tornò all'Impero austriaco (dal 1866 austro-ungarico), al quale rimase fino al 1918.
Dopo il ritorno all'Austria la città ritornò a crescere dal punto di vista edilizio, ma anche economico. Nel 1910-1911 il territorio cittadino si espanse costituendo la cosiddetta "Groß-Bozen", dato che il comune di Dodiciville (Zwölfmalgreien) decise di costituire un unico comune con Bolzano.

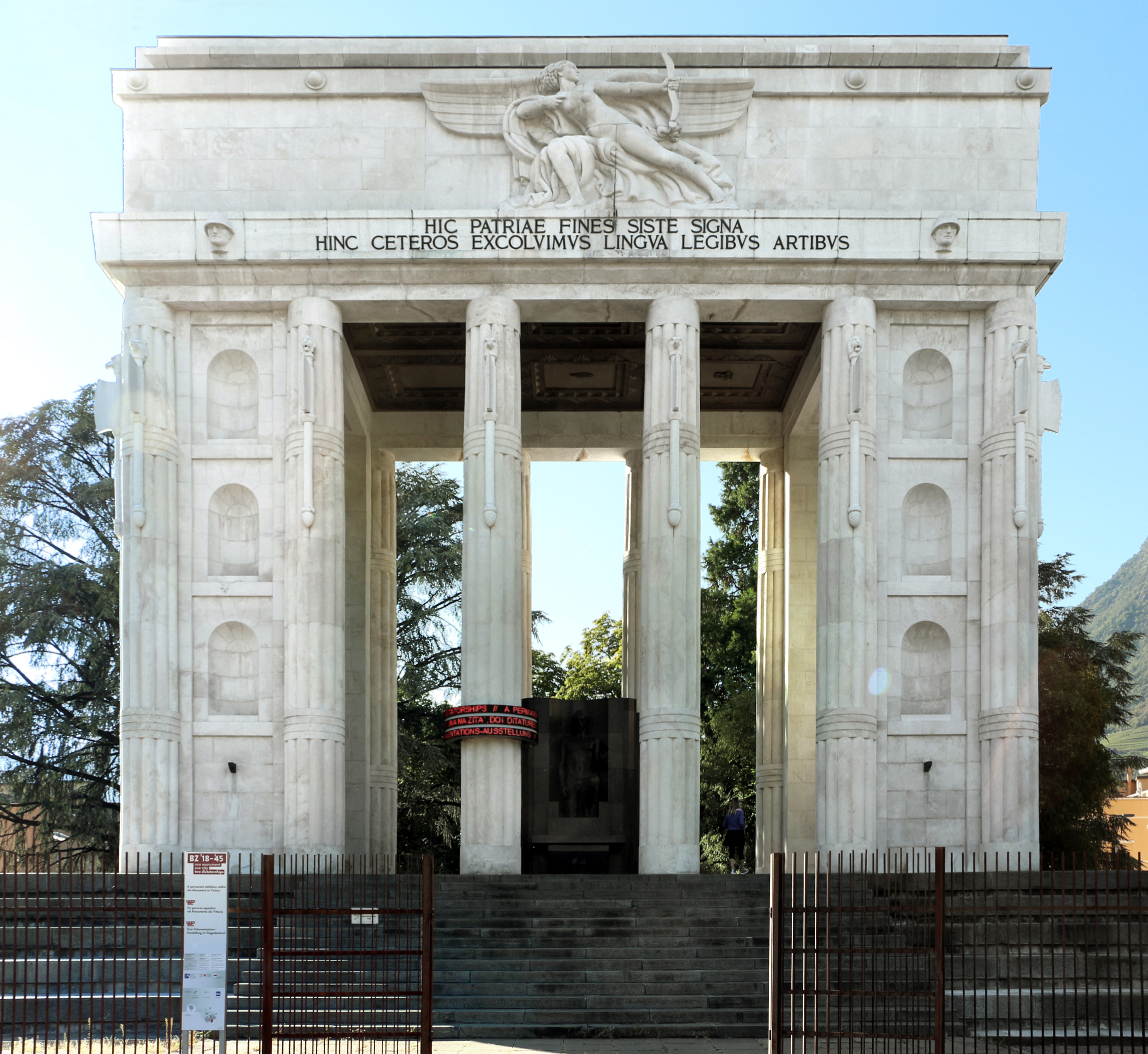
Il Monumento alla Vittoria

## Dal 1918 al 1945

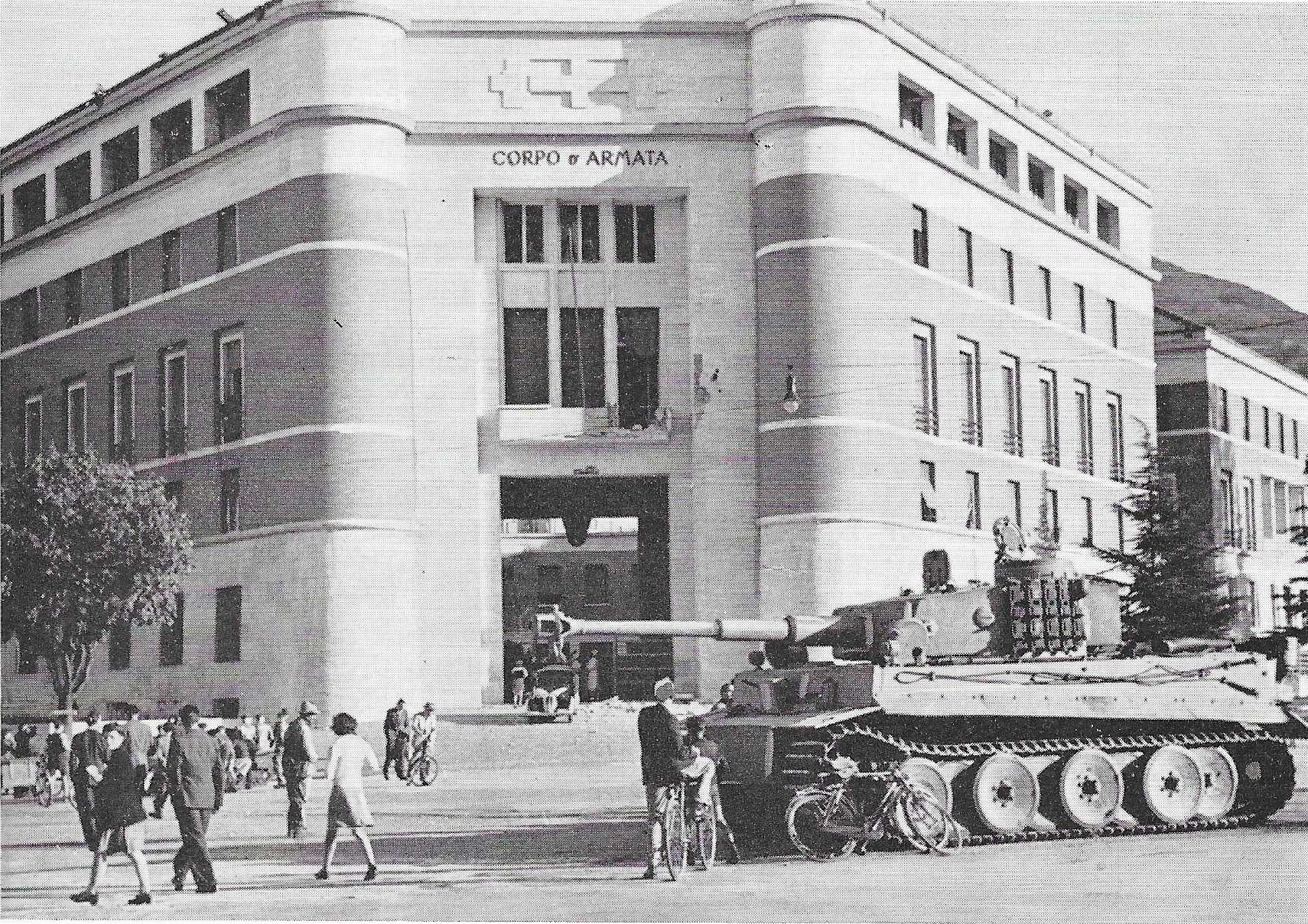
Arrivo delle truppe tedesche a Bolzano nel settembre 1943, con un carrarmato Tiger I in avampiano dinnanzi il Corpo d'armata danneggiato che divenne sede della Gestapo

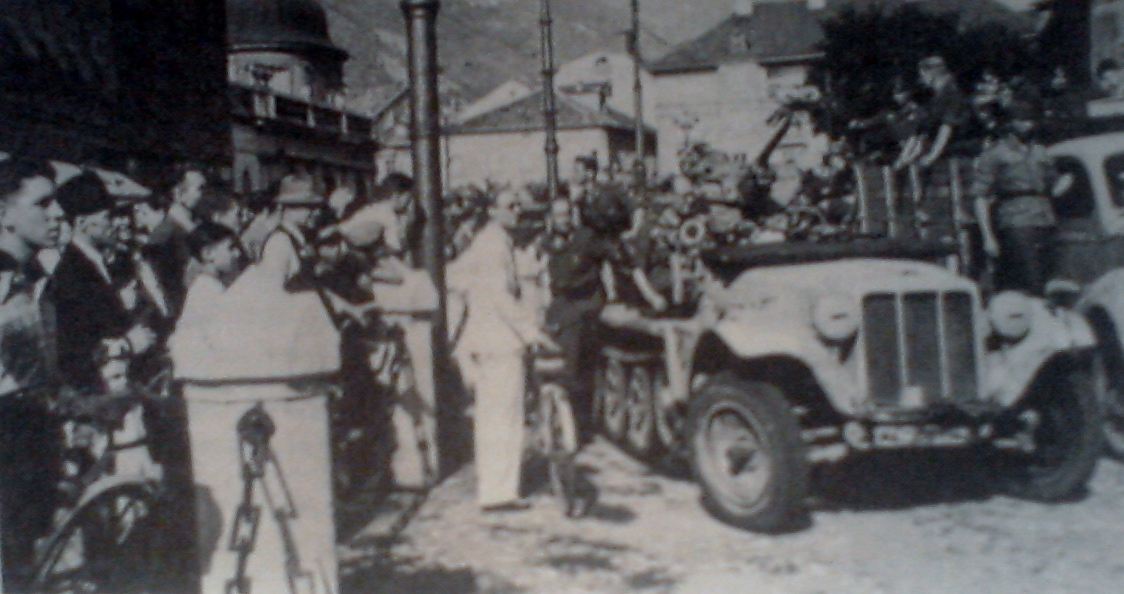
La popolazione bolzanina (soprattutto quella germanofona) accoglie la Wehrmacht nel settembre 1943, in piazza Walther

Nel 1919, dopo la prima guerra mondiale, Bolzano, insieme al resto dell'attuale provincia autonoma di Bolzano, venne annessa all'Italia. La primissima fase liberale degli anni 1919-21 finì già il 24 aprile 1921 con i fatti del cosiddetto Bozner Blutsonntag ("Domenica di sangue"), quando squadristi fascisti, provenienti da varie regioni italiane, terrorizzarono, senza essere ostacolati dalle forze di polizia, la popolazione cittadina causando molti feriti e uccidendo il maestro Franz Innerhofer nel palazzo Stillendorf. Con l'avvento del fascismo poi, nel 1922-1923, il territorio di Bolzano venne massicciamente italianizzato, tanto che è uno dei cinque comuni della provincia di Bolzano a maggioranza italofona (gli altri sono Laives, Salorno, Bronzolo e Vadena).
Il comune di Gries, fino al 1925 autonomo, venne inglobato a Bolzano per creare i presupposti urbanistici alla creazione della "Grande Bolzano" fascista che doveva, per espressa volontà di Benito Mussolini arrivare in poco tempo a 100.000 abitanti. Nel 1926 venne costituita la "Provincia di Bolzano", e negli anni 1926-28 si costruì il Monumento alla Vittoria che doveva esaltare il carattere italiano della nuova provincia e umiliare l'Austria sconfitta. È da quel punto, vicino al ponte Talvera, che si diramano le nuove assi cittadine, in primis il Corso della Libertà, sulla scorta del piano regolatore di espansione disegnato da Marcello Piacentini, che puntavano a dare un nuovo volto monumentale, consono ai fini propagandistici del Ventennio, a Bolzano. Dal 1º ottobre 1929 si completa la totale italianizzazione dell'odonomastica cittadina. In questa fase la città duplica la propria estensione con la costruzione dell'attuale zona industriale, dei rioni "Littorio" (poi ridiventato Novacella), "Dux" (poi diventato Don Bosco) e "Venezia" (poi ridiventato San Quirino). Questi quartieri servivano a ospitare gli impiegati statali e gli operai delle nuove industrie nell'estate del 1935 fatti migrare dal fascismo sia per ovviare alla disoccupazione diffusa in Italia (cosa che riguarda anche altre città fondate o rifondate dal regime) sia per mettere in minoranza la popolazione di lingua tedesca: a quest'ultima venne precluso l'accesso al pubblico impiego e anche i posti nelle fabbriche erano sostanzialmente riservati agli italiani provenienti dalle regioni più povere del paese.
I primi cenni della disfatta italiana nella seconda guerra mondiale si ebbero il 2 settembre 1943, quando Bolzano fu bombardata per la prima volta assieme a Trento, in contemporanea con la strage della Portela.
Successivamente all'armistizio italiano, nella notte tra l'8 e il 9 settembre, truppe corazzate della Wehrmacht attaccarono la caserma dei Carabinieri, i quali si opposero solo con armi automatiche. Furono sei i carabinieri uccisi: Roberto Baldoni, Giuseppe Cerveri, Quinto Dri, Giovanni Falchi, Stefano Lela e Arturo Savoi. Durante la seconda guerra mondiale Bolzano, insieme al resto dell'Alto Adige e delle limitrofe province di Trento e Belluno, venne inclusa nella Operationszone Alpenvorland-Zona d'Operazione delle Prealpi creata da Adolf Hitler (quindi annessa de facto al Terzo Reich seppur appartenente de jure alla Repubblica Sociale Italiana) e ne divenne il capoluogo, con l'istituzione del Campo di transito di Bolzano e con la deportazione delle famiglie ebraiche. In questo periodo vennero ripristinati i toponimi tedeschi anche in città, mantenendo però il bilinguismo.
È in questa fase che vengono utilizzati i diversi rifugi antiaerei, di cui molti scavati nella roccia: Bolzano subì il suo primo bombardamento alleato il 2 settembre 1943. Nonostante gli anni, alcuni di questi sono rimasti praticamente integri, e sempre più nascosti, come quello di via Fago (rifugio Hofer) che nel dopo guerra ospitò alcuni sfollati del Polesine; nel 1966 sono divenuti di proprietà del Demanio, prima statale, poi provinciale. Solo nel 2013, uno di questi rifugi, forse il più grande in provincia con i suoi circa 4500 m² di superficie, viene riaperto alle visite pubbliche. Attorno alla città si sviluppava lo sbarramento Bolzano Sud facente parte del Vallo Alpino in Alto Adige, messo in atto ancora dal regime fascista e oggi in gran parte smantellato.

## Dal 1945 in poi
Dopo la seconda guerra mondiale Bolzano rimase all'Italia; tuttavia nell'accordo tra i ministri degli esteri italiano e austriaco – De Gasperi e Gruber – era prevista una forte autonomia per il Trentino-Alto Adige, con precise garanzie per la popolazione di lingua tedesca abitante in provincia di Bolzano.
Il primo statuto del Trentino-Alto Adige ripristinò l'insegnamento del tedesco e ristabilì la toponomastica bilingue, ma gli abitanti di lingua tedesca non accettarono l'arrivo di immigrati, soprattutto a Bolzano, da altre zone dell'Italia e rifiutarono categoricamente la presenza maggioritaria di italiani nelle pubbliche amministrazioni della provincia di Bolzano e il centralismo regionale trentino. Ne scaturì una lotta, culminata nel terrorismo del BAS (Comitato per la liberazione del Sudtirolo) a favore di un'autonomia provinciale, dove gli abitanti di lingua tedesca avrebbero potuto contare su uguali diritti rispetto alla componente italiana.

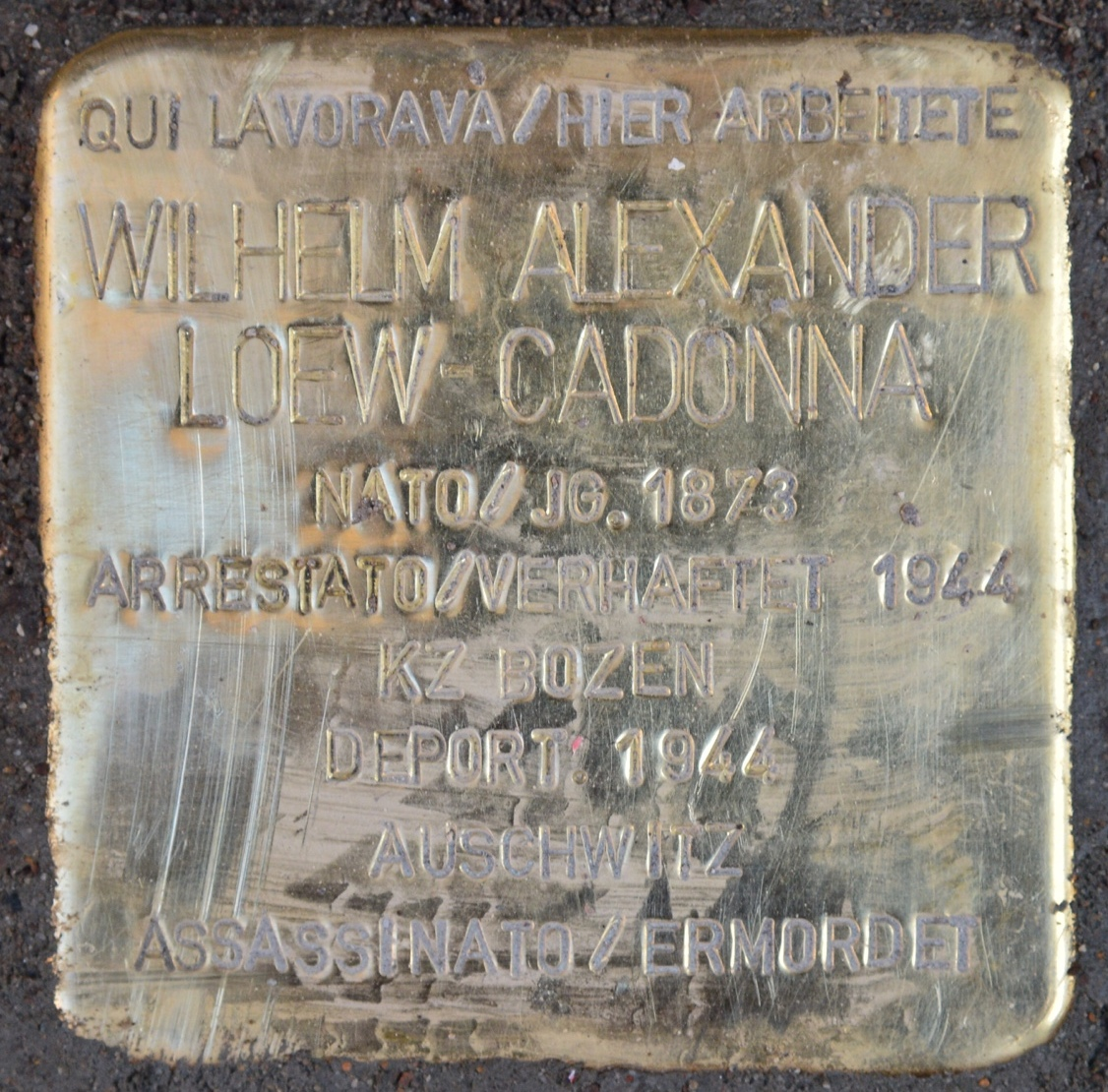
Una delle pietre d'inciampo, posate nel gennaio del 2015, in specifico in memoria di Wilhelm Alexander Loew-Cadonna (1873-1944)

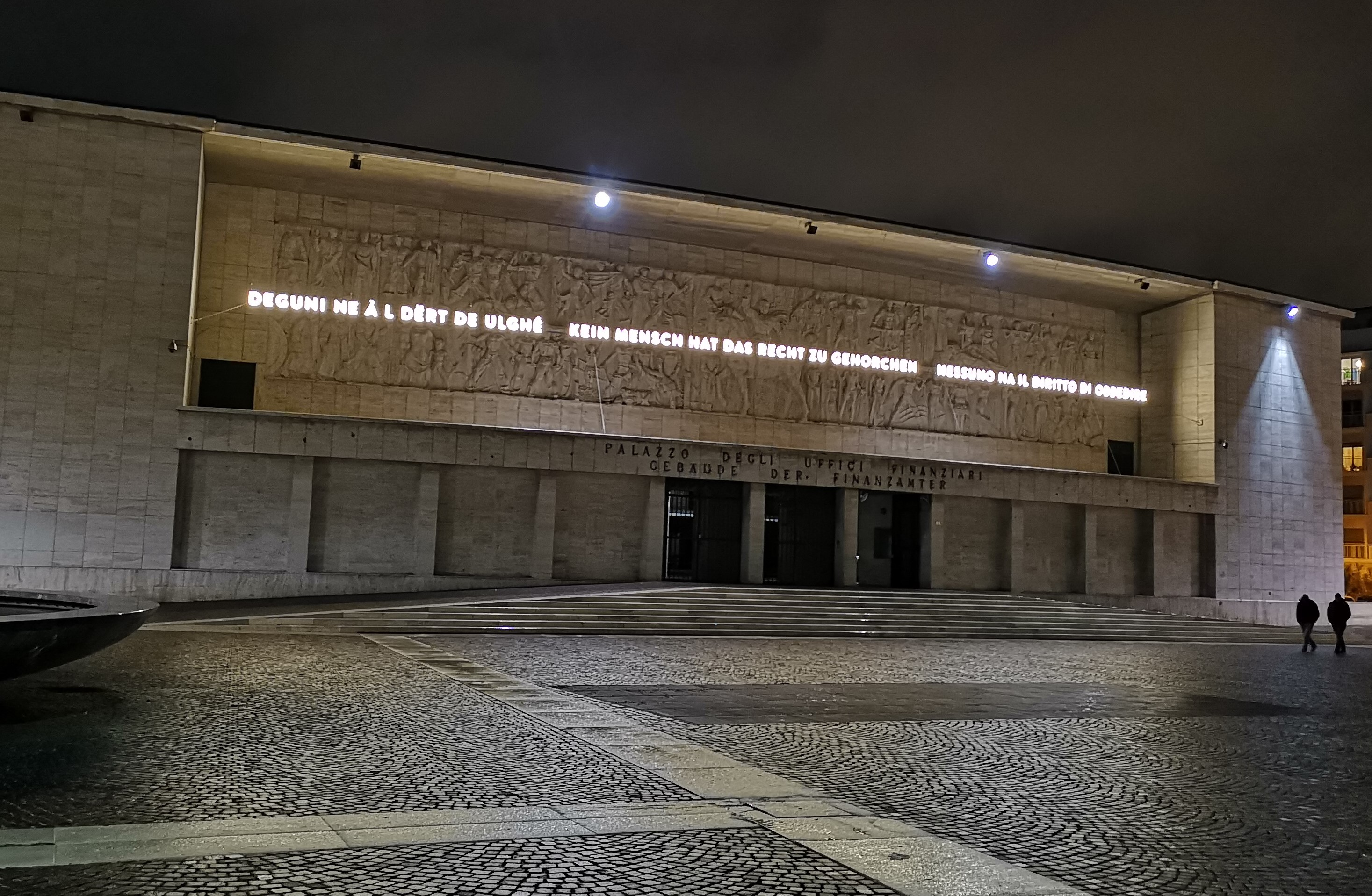
L'ex Casa del Fascio di Bolzano, storicizzata nel 2017 con l'apposizione sul monumentale bassorilievo fascista di una scritta luminosa trilingue recante una citazione della filosofa Hannah Arendt

Italia e Austria si accordarono, in seguito all'internazionalizzazione della questione davanti all'ONU nel 1960/61, su un "pacchetto" di misure a favore della popolazione di lingua tedesca, base del secondo statuto del Trentino-Alto Adige/Südtirol del 1972, che creò una forte autonomia per l'Alto Adige e venne considerato completamente attuato nel 1992. Questa circostanza permise all'Italia e all'Austria di accordarsi sul rilascio da parte di quest'ultima di una "quietanza liberatoria" che riconosceva l'adempimento da parte dello Stato italiano degli obblighi di tutela delle comunità tirolese e ladina, storiche abitatrici della provincia di Bolzano, ancora prima che essa, dal 1918, costituisse parte del territorio nazionale. In base a tale documento, sottoscritto dai ministri degli esteri Mock (per l'Austria) e De Michelis (per l'Italia), si stabiliva inoltre da parte di Vienna l'accettazione perpetua del confine fra i due paesi lungo la linea del Brennero. Ciò avrebbe dovuto chiudere definitivamente la questione sudtirolese, ma il testo della "quietanza" fu volutamente ambiguo, in modo da favorirne l'interpretazione più gradita ai rispettivi establishment politici e dell'opinione pubblica. Infatti da parte italiana si ritenne che il documento Mock-De Michelis chiudesse la lunga querelle diplomatica intercorsa fra i due paesi sull'Alto Adige, pur rimanendo l'Austria "nazione tutrice" delle comunità tirolese e ladina.
Nel 1964 Bolzano passava dall'arcidiocesi di Trento, con l'intera parte di lingua tedesca della stessa diocesi, alla diocesi di Bressanone diventandone la sede effettiva e prendendo così il nome di diocesi di Bolzano-Bressanone (e il Duomo di Bolzano ne diventava concattedrale) separando in due definitivamente il Tirolo anche in campo religioso (nello stesso 1964 la parte austriaca della diocesi di Bressanone, già sotto un amministratore apostolico, diventava la nuova diocesi di Innsbruck).
Nel 1992 la Repubblica d'Austria ambiva a entrare nella Comunità Europea ed era consapevole che l'unico impedimento poteva provenire dall'Italia, se avesse esercitato il suo diritto di veto alla richiesta austriaca, come già accaduto nel 1967, in quel tempo proprio per il perdurare della crisi diplomatica sulla questione sudtirolese, allora al più alto grado di tensione. Quindi fu suo interesse non rimarcare la sua opinione discordante sul significato proprio della "quietanza", che molto probabilmente avrebbe rimesso in discussione il cammino di adesione alla Comunità Europea, che si era già avviato.
La convivenza pacifica fra i gruppi linguistici italiano e tedesco-ladino è stata messa a dura prova soprattutto negli anni sessanta, a causa dell'attendismo del governo italiano da una parte, e dall'altra attentati dinamitardi sul territorio della provincia di Bolzano, compiuti da elementi estremisti sudtirolesi, provocando danni soprattutto ai tralicci della rete elettrica nazionale e più di venti morti, appartenenti per lo più ai vari corpi dello Stato, di presidio militare o della sicurezza pubblica. L'intento dei terroristi era di ottenere l'attenzione nazionale e internazionale intorno alla questione sudtirolese, utilizzando la leva della violenza. L'atteggiamento responsabile dei ministri degli esteri italiano e austriaco dell'epoca – Aldo Moro e Kurt Waldheim –, nonché del partito "di raccolta" delle comunità tirolese e ladina, la Südtiroler Volkspartei, permise di avviare, proprio nel 1969 una soluzione politica del problema, riuscendo a scacciare i fantasmi di un Alto Adige alla deriva, come era ormai l'Irlanda del Nord.
Negli ultimi decenni, grazie all'approvazione delle misure contenute nel "pacchetto", la situazione è mutata progressivamente verso il meglio, sebbene vi siano stati sporadici strascichi di violenza anche negli anni settanta e ottanta.
Dal 2014 al 2017 sono stati affrontati, con interventi sia architettonici sia di tipo museale, i monumenti del periodo fascista presenti sul territorio cittadino, ovvero il Monumento alla Vittoria del 1928 con la realizzazione di un percorso espositivo permanente al suo interno dedicato alla storia delle due dittature fascista e nazionalsocialista, insignito nel 2016 di un riconoscimento europeo, e l'ex Casa Littoria con la risemantizzazione dell'enorme fregio fascista del 1942 apposto sul suo frontone.
Dal 2020 in poi, la larga zona posta tra stazione ferroviaria e piazza Walther, è oggetto di una vasta riqualificazione urbanistica, all'interno del progetto Waltherpark.